# Шуйская Чупа

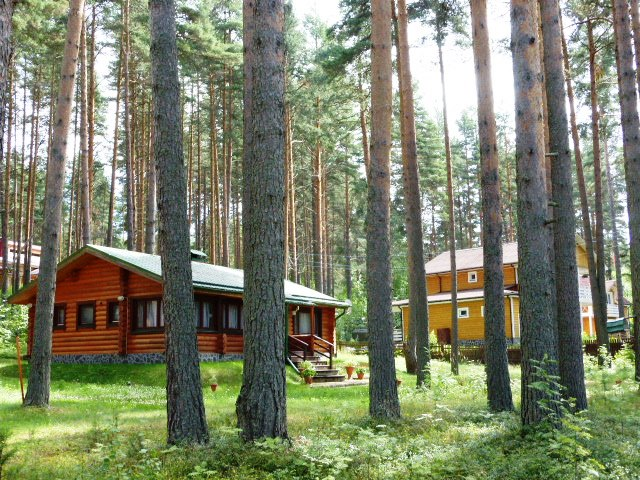
Дачный посёлок на берегу Укшозера

Шу́йская Чупа́ (карел. Šuojun Čuppu) — деревня в Прионежском районе Республики Карелия, административно входит в состав Шуйского сельского поселения. Известна благодаря расположенной поблизости бывшей официальной резиденции высших должностных лиц России.

## Общие сведения
Деревня расположена на южном берегу озера Кончезеро в 20 км от Петрозаводска, на автодороге Петрозаводск-Марциальные воды.
В начале 2010-х годов построена часовня Ксении Петербургской.

## Население
Численность населения в 1905 году составляла 52 человека.
| 2002 | 2009 | 2010 | 2013 |
| ---- | ---- | ---- | ---- |
| 34   | ↘14  | ↗26  | ↘3   |

## Бывшая официальная резиденция «Шуйская Чупа»
Расположена в километре к северу от деревни, на юго-восточном берегу озера Укшозеро. Общая площадь резиденции составляет около 50 гектаров.
В начале 1930-х годов здесь был открыт дом отдыха «Маткачи́», предназначенный для обслуживания партийного актива. При доме отдыха был организован подсобный совхоз для обеспечения питанием отдыхающих, функционировали водопровод, канализация, электростанция. Сюда доставлялась «марциальная» минеральная вода и габозерские грязи для проведения водо- и грязелечения отдыхающих.
В 1969 году, по соседству с дачным посёлком Карельского обкома КПСС, был построен гостиничный комплекс-резиденция для отдыха высшей партийной и хозяйственной советской номенклатуры (авторы проекта архитекторы Эдуард Андреев и Эрнст Воскресенский).
Здесь в разное время отдыхали Алексей Косыгин, Николай Тихонов, Юрий Андропов, Урхо Кекконен, Борис Ельцин, Владимир Путин (последний, при этом, побывал в этой резиденции всего один раз — в 2001 году).
В начале 1994 году гостиничный комплекс был передан управлению делами Президента Российской Федерации. В 1996 году была проведена реконструкция, выполнены ремонтно-отделочные работы, построен крытый теннисный корт. На территории резиденции имеется бревенчатая сауна с бассейном и узел связи. На территории, обнесённой забором из железобетонных и стальных конструкций, находится трёхэтажное кирпичное здание, рассчитанное на отдых и проживание 8-10 человек, одноэтажный жилой дом, четыре коттеджа, бревенчатая сауна с бассейном и узел связи. Внутри здания расположено несколько жилых комнат, кабинетов и гостиных. Центральным помещением здания является каминный зал на первом этаже. Здесь же расположена бильярдная комната.
Достопримечательностью является «Домик дружбы», где первый президент России Б. Н. Ельцин встречался с посещавшими его руководителями и политическими деятелями зарубежных стран.
Государственная резиденция была продана Управлением делами Президента Российской Федерации на открытом аукционе в апреле 2011 года холдингу «Севергрупп».

## Ссылка
- К визиту Б. Н. Ельцина в Карелию
- Прибытие в Карелию Президента Российской Федерации Б. Н. Ельцина
- Сегодня у Владимира Путина первый день отдыха в Шуйской Чупе